# Prinzenstraße 1 (Hannover)

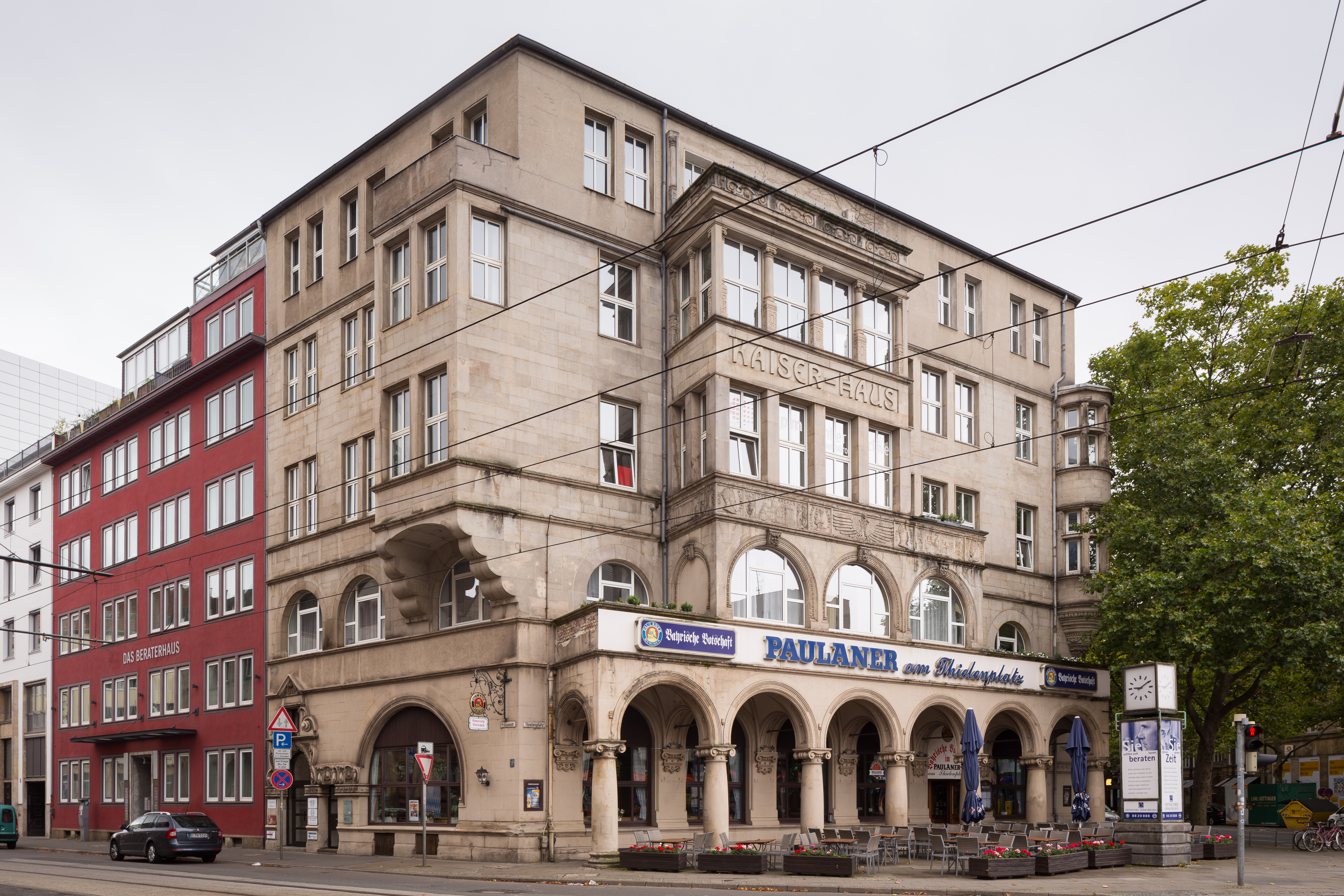
Vor dem Kaiserhaus mit den zum Thielenplatz ausgerichteten Arkaden wurde eine Falke-Uhr aufgestellt

Das Haus Prinzenstraße 1 am Thielenplatz in Hannover ist ein von dem Bauunternehmer Max Küster auf eigene Rechnung nach Entwürfen des Architekten Alfred Sasse in den Jahren 1903 und 1904 errichtetes Gebäude, wenngleich eine Inschrift die Jahreszahl „1902“ zeigt. Die Fassade des auch Kaiserhaus genannten Bauwerks wurde über dem ersten Obergeschoss mit einem Fries mit den Porträtmedaillons deutscher Kaiser ausgestattet.
In dem Gebäude finden sich heute eine Gaststätte sowie Büroetagen, die ursprünglich als Wohnungen konzipiert worden waren.
Ursprünglich trug das Kaiserhaus eine reich ausgestaltete Dachlandschaft in den Formen deutscher Spätrenaissance nach hannoverschen Vorbildern. Sie wurde nach 1945 durch ein schlichtes fünftes Obergeschoss ersetzt.